# Batyires
Batyires (également lue comme Betrest et Batires) est une reine de l'Égypte antique de la Ire dynastie.

## Nom
Flinders Petrie a peut-être considéré les deux premiers glyphes comme faisant partie d'un titre, et a lu le nom sur le fragment I du Caire de la pierre de Palerme comme Tarset, Henri Gauthier a lu Tef-ti-iriset, I.E.S. Edwards et Toby Wilkinson ont lu Bat-iry-set. Aujourd'hui, son nom est communément lu comme ou Batyires ou Betrest. Selon Silke Roth, le nom Batyires signifie « que Bata soit favorablement disposé à son égard ». Elle pense que le nom de la reine était lié à l'ancêtre-déité Bata (également lu comme Baty). Toby Wilkinson traduit plutôt le nom par « la maternité est sa compagne » et souligne la position possible de la reine en tant que mère d'un roi qui a suivi son mari, le roi Den ou Adjib.

## Identité
Batyires aurait été la mère de Sémerkhet. Son nom apparaît à la ligne III du fragment I du Caire de la pierre de Palerme, où elle porte le titre de Mout (signifiant « mère »). L'identité de son mari est contestée. Certains considèrent que le roi Den était son mari. Si tel est le cas, le roi Adjib aurait été un (demi-)frère du roi Sémerkhet. Une autre théorie veut que Batyires ait été l'épouse d'Adjib, qui a eu un règne court.
Il est possible qu'elle soit également identifiée sur une stèle trouvée à Abydos. Le nom de la personne sur la stèle comprenait un hiéroglyphe de bélier (qui se lit communément « Ba ») et les signes « s » et « t » sont visibles. Si ce monument appartient à la reine Batyires, il conserve également une partie d'un titre avec un signe Horus-faucon, qui pourrait faire partie du titre « Celle qui voit Horus », un titre courant pour les reines de l'Ancien Empire de l'Égypte antique. Silke Roth et Toby Wilkinson soulignent cependant que le hiéroglyphe du bélier était lu différemment dans les temps anciens. La lecture « Ba » (signifiant « âme ») n'apparaît pas avant la période de l'Ancien Empire et pendant les deux premières dynasties, le signe du bélier était lu comme Khnemou (pour la divinité Khnoum) ou Ser (signifiant « mouton », « bélier » ou « géniteur »). Cette lecture est favorisée par le hiéroglyphe du « s » sur la stèle. En résumé, la lecture sur la stèle devrait être Seret, qui signifie « mère brebis » ou « femme du bélier ». Il semble que les scribes, qui ont compilé l'inscription de le fragment I du Caire, n'avaient aucune connaissance des lectures plus anciennes du signe du bélier et ont simplement lu « Ba », transformant Seret en Batyires,.

## Sépulture
Si la dame Batyires est la même que la dame Seret de la stèle de la Ire dynastie, alors Batyires a été enterrée dans la nécropole du roi Den à Abydos. Sa tombe comprend une chambre qui est structurellement nichée dans l'entrée de la chambre funéraire de Den et qui est donc subsidiaire à sa sépulture. Deux chambres correspondent à cette description, l'une à gauche de l'entrée et l'autre à droite. Les deux chambres diffèrent par leur taille, mais elles sont toutes deux visiblement plus grandes que les tombes subsidiaires ordinaires des serviteurs. Cette particularité souligne le statut privilégié dont Batyires/Seret devait jouir sous le règne de ce roi. En effet, seules les reines et les mères royales étaient autorisées à être enterrées si près du roi. Malheureusement, il n'est pas précisé dans laquelle des deux chambres la stèle a été trouvée,.